# Bodegraven

Demografia Bodegraven

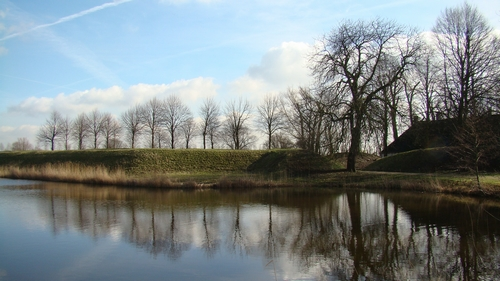
Fort Wierickerschans

Bodegraven – miasto w Holandii, w prowincji Holandia Południowa. Do 2011 roku istniała gmina Bodegraven, w skład której oprócz miasta Bodegraven wchodziły miejscowości Meije i Nieuwerbrug. 1 stycznia 2011 gmina Bodegraven została połączona z gminą Reeuwijk w gminę Bodegraven-Reeuwijk.

## Położenie
Bodegraven leży w samym środku Randstad, w jednakowej odległości ok. 30 km od głównych miast regionu: Rotterdamu, Amsterdamu, Hagi i Utrechtu, po obu brzegach rzeki Oude Rijn (Stary Ren). W granicach miasta znajdują się śluzy na tej rzece. Najstarsza część miasta położona jest na północnym brzegu rzeki, wokół kościoła St. Galluskerk.

## Podział administracyjny
W skład miasta wchodzi 6 dzielnic: Noord, Centrum, Dronenwijk, Broekvelden, Zuidzijde i Weideveld (nowa dzielnica w budowie). W Bodegraven wydzielono 3 tereny specjalnie dla przedsiębiorstw komercyjnych i przemysłowych: Broekvelden, Groote Wetering i Rijnhoek (w trakcie powstawania).

## Dane statystyczne
Populacja
Według danych z 1 stycznia 2009 gmina Bodegraven liczyła 19 471 mieszkańców. 5 368 stanowiły osoby do 20 roku życia, zaś liczba osób po 55 roku życia wynosiła 5 114. 
Powierzchnia
Gmina zajmowała powierzchnię 3 850 ha, z czego tereny zielone 82,8 ha i liczą około 8 500 drzew, a tereny wodne obejmują 20 ha.
Edukacja
W mieście znajduje się 9 szkół podstawowych (w tym 4 protestanckie, 4 katolickie i 1 państwowa) oraz 1 szkoła średnia będąca filią St. Antoniuscollege w Goudzie.
Religia
W Bodegraven działa 11 różnych grup wyznaniowych. W mieście znajduje się 7 kościołów i 1 meczet.

## Historia
Bodegraven było zamieszkiwane już w czasach Imperium rzymskiego. Strzegło wówczas jego północnych granic, leżąc na Limes Germanicus. Rzymianie zbudowali też drogę oraz forty graniczne tzw. kasztele, m.in. w Woerden i Zwammerdam. Poświadczyły te fakty wykopaliska archeologiczne. Znalezione przedmioty są eksponowane w urzędzie miasta. O późniejszych losach rzymskiej osady niewiele wiadomo. Na mapie z 890 roku w miejscu obecnego Bodegraven zaznaczono nazwę "Bodello", natomiast w późniejszych okresach historycznych pojawiła się kilkakrotnie nazwa "Bodelograven", która najprawdopodobniej dała początek dzisiejszej nazwie miasta. Przypuszcza się, że nazwa miasta i jego herb wzięły swój początek od rodziny (Graven van Bodelo), która je posiadała. Inna legenda mówi o przybyciu w te okolice dostojnego wysłannika (bode), który zmarł i został pogrzebany (graven) w tych okolicach. W herbie miasta widać kapelusz owego dostojnika oraz dwie łopaty.
Pewne jest istnienie niewielkiej osady ok. roku 1050. Przez dwa wieki toczył się spór o zawładnięcie miejscowością pomiędzy hrabiami holenderskimi a biskupem Utrechtu. W 1257 na mocy orzeczenia sądu Bodegraven stało się własnością hrabstwa graafschap Holland. Pod koniec średniowiecza tereny wokół Bodegraven zmeliorowano, a ok. 1350 powstała śluza na Oude Rijn. W 1672, podczas wojny Republiki Zjednoczonych Prowincji z Anglią, Francją Münsterem i Kolonią Bodegraven znalazło się tuż za Holenderską Linią Wodną – barierą mającą powstrzymać postępy wojsk francuskich. Francuzom jednakże udało się ją sforsować podczas zimy, gdyż woda zamarzła, a Bodegraven zostało przez nich zniszczone podczas wycofywania się przed kontratakującymi wojskami holenderskimi. Na krótko po tych wydarzeniach wzniesiono fort Wierickerschans położony na wschód od miasta.
Miasto rozwijało się odtąd bez przeszkód aż do 1870, kiedy to strawił je pożar, który rozprzestrzenił się z miejscowej piekarni. Spłonęło ponad sto domów w mieście, w tym budynek siedziby władz miasta wraz z archiwum, a 130 rodzin zostało z dnia na dzień bezdomnymi. Ogólnokrajowa zbiórka pieniężna pozwoliła na szybką odbudowę miasta. W XX wieku Bodegraven rozrosło się. W pierwszej dekadzie tego stulecia rozbudowano je w kierunku południowym do linii kolejowej, a w latach 50. XX wieku w kierunków północnym, do trasy A12.

### Teoria spiskowa
Według pewnej teorii spiskowej w latach 80. XX wieku na terenie Bodegraven działała satanistyczna sekta pedofilów powiązana z rytualnymi morderstwami dzieci. Jednym z jej członków miał być szef Holenderskiego Narodowego Instytutu Zdrowia Publicznego i Środowiska. Takie informacje upowszechniało od 2020 r. trzech użytkowników platformy Twitter (Joost Knevel, Micha Kat, Wouter Raatgever – trafili oni do więzienia, lecz w związku z inną sprawą). W związku z upowszechnieniem się teorii spiskowej do miasteczka zaczęły przybywać tłumy ludzi, którzy składali kwiaty i zostawiali listy na lokalnych grobach dzieci, chcąc oddać cześć ofiarom sekty. W lipcu władze miasteczka zażądały od Twittera usunięcia postów nt. owej teorii spiskowej. Twitter usunął jedynie część postów i zablokował konto jednego z popularyzatorów teorii spiskowych. 16 września 2022 roku władze miasteczka pozwały Twittera, ale 5 października wydano wyrok w sprawie, wg którego Twitter nie musi już usuwać więcej postów.

## Handel

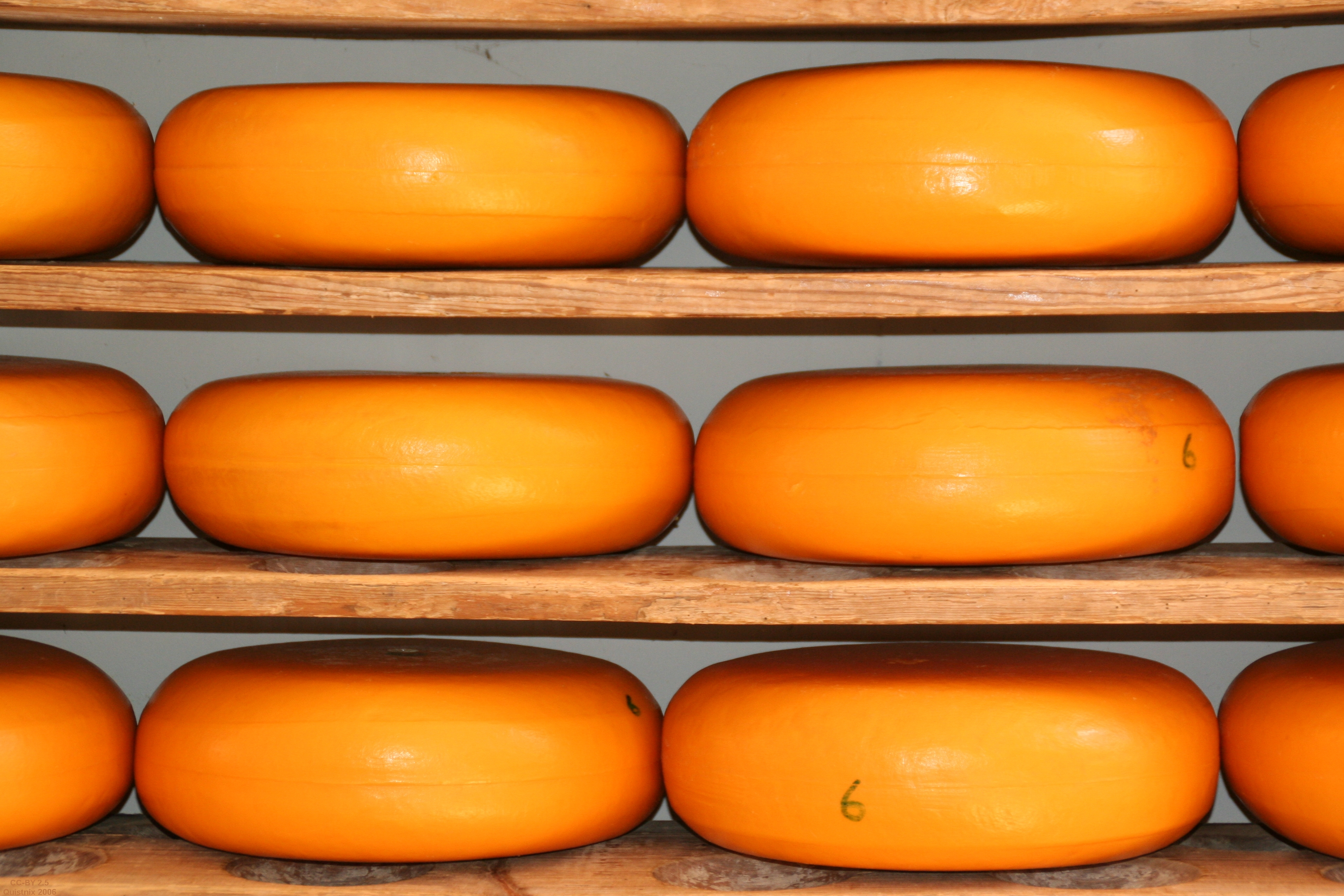
Przechowywanie serów

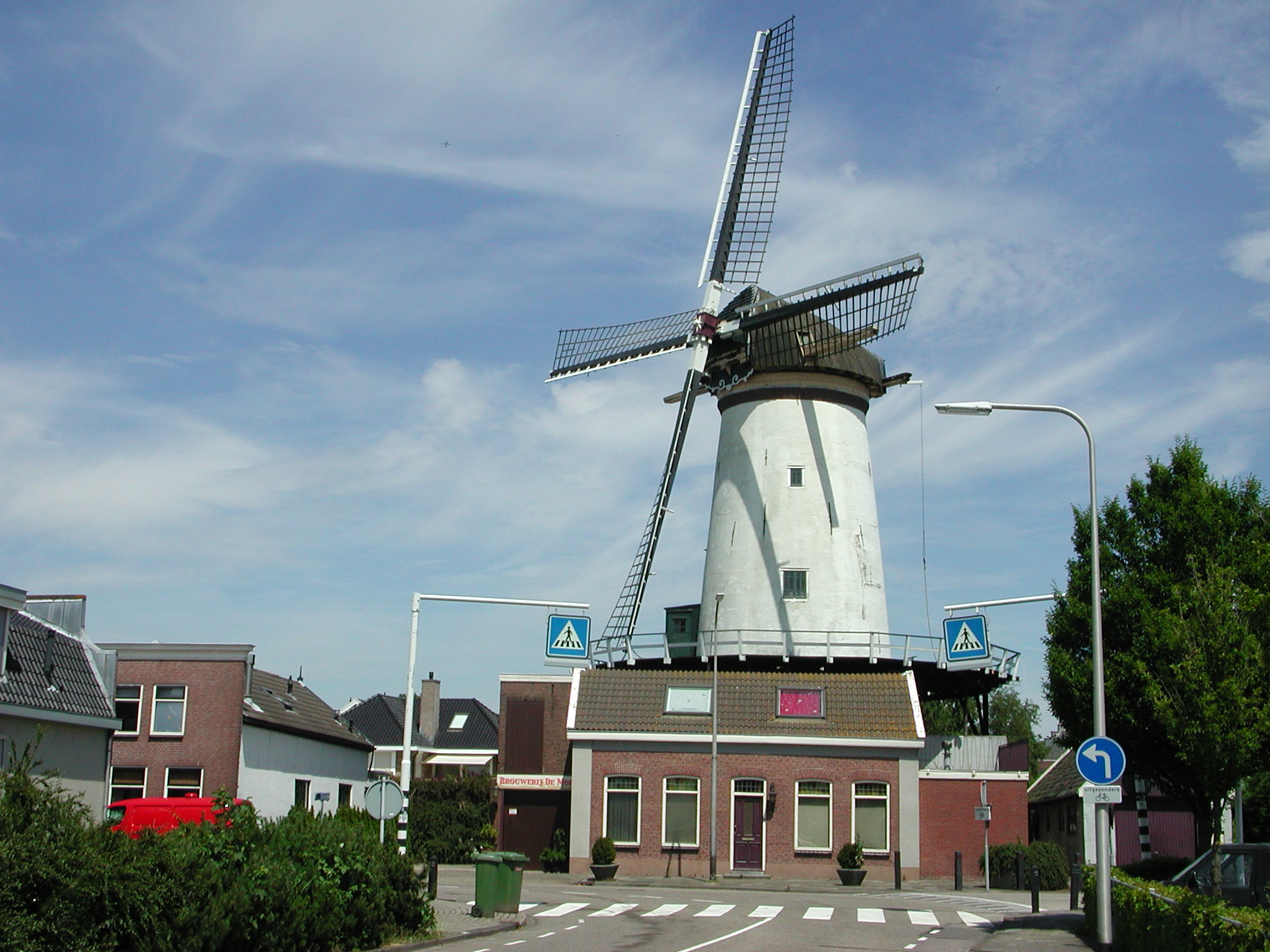
Wiatrak De Arkduif w Bodegraven

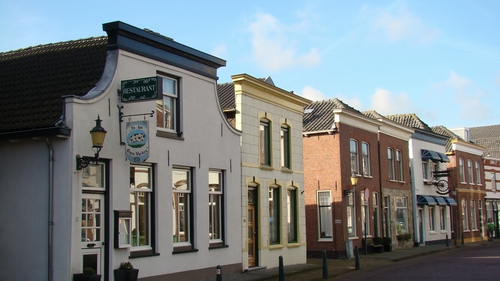
Zabudowa Bodegraven

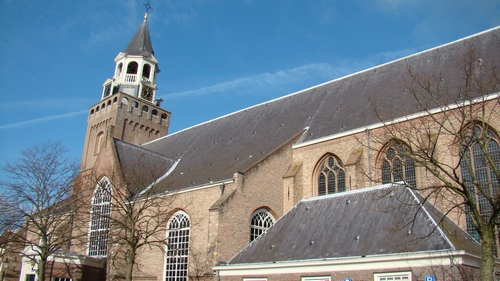
Kościół St. Galluskerk

Bodegraven znane jest jako ośrodek handlu serami. Rynek handlu serami został oficjalnie utworzony w 1882, zaś od 1884 w Bodegraven odbywały się w każdy wtorek rano targi sera (chłopi przywozili bryczkami wyprodukowane sery na sprzedaż), które zlikwidowano w 2001, lecz miasto w dalszym ciągu odgrywa ważną rolę w produkcji, przechowywaniu i eksporcie serów, zorganizowanych w sposób współczesny. Zlokalizowane są tu wielkie hurtownie serów: De Groot - Verbrug Kaas, Kaashandel G. v.d. Heiden, Noordhoek Cheese oraz Zijerveld en Veldhuyzen BV.
W Bodegraven produkowano do 1998 roku szampony do włosów o nazwie Andrélon. Firmę założył w latach 40. XX wieku André de Jong. W 2005 fabrykę całkowicie zamknięto, a produkcję wyrobów kosmetycznych przeniesiono m.in. do Polski. Obecnie firma znajduje się w rękach koncernu Unilever. Budynki fabryki zostały w 2007 przebudowane na kompleks z apartamentami mieszkalnymi Phoenix.

## Kultura i rekreacja
W Bodegraven znajduje się dom kultury Het Evertshuis, w którym mieszczą się: biblioteka publiczna, sala gimnastyczna, teatr i sale konferencyjne, a na poddaszu muzeum sera.  Ponadto mieszkańcy mogą korzystać z basenu De Kuil.
W pobliżu miasta położone są tereny rekreacyjne: Reeuwijkse Hout, Reeuwijkse plassen i Nieuwkoopse plassen, głównie nadające się do uprawiania sportów wodnych oraz trasy przeznaczone do spacerów i wycieczek rowerowych.

## Atrakcje turystyczne
- Dwa wiatraki: De Arkduif z 1697 i De Weypoortse Molen[7]
- Muzeum sera Kaasmuseum Bodegraven przedstawiające dawną procedurę wyrobu sera wiejskiego boerenkaas[8]
- Pomnik sera na placu przed kościołem Sint Galluskerk, który postawiono w 1984, aby uczcić 100-lecie istnienia wtorkowych targów sera[4]
- Śluza wodna położona w centrum miasteczka[7]
- Fort De Wierickerschans położony między Bodegraven i Nieuwerbrug[7][5]
- Kościół St. Galluskerk, dawny kościół katolicki, obecnie protestancki, nazwany od Gallusa z Helwecji
- Kościół rzymskokatolicki Willibrorduskerk z 1865, nazwany na cześć Wilibrorda z Utrechtu, wybudowany według projektu Cuypersa

## Stacja kolejowa
W Bodegraven znajduje się dworzec kolejowy (skrót Bdg), który został założony w 1878. Od grudnia 2006 na stacji zatrzymuje się dwa razy na godzinę pociąg międzymiastowy Intercity z Leiden do Utrechtu. Jest to jedyna stacja pomiędzy  Alphen aan den Rijn i Woerden.

## Komunikacja
- W pobliżu Bodegraven przebiega autostrada A12 (Haga – Utrecht – Arnhem – granica niemiecka) i droga ekspresowa N11 (Leiden – Bodegraven), która łączy A4 (Amsterdam – Delft – Schiedam – Pernis – Halsteren – granica belgijska) z A12 przy Bodegraven
- Autobus komunikacji miejskiej nr 178 (Bodegraven – Reeuwijk – Gouda)
- Dwa autobusy komunikacji lokalnej: linia nr 450 (Bodegraven – Zwammerdam – De Meije – Zegveld – Woerden – Nieuwerbrug – Waarder – Driebruggen) i linia nr 486 (Reeuwijk-Brug – Reeuwijk-Dorp – Tempel – Gouda – Sluipwijk – Driebruggen – Bodegraven)

## Miasta partnerskie
- Tolna
- Stutensee